# Осипенко, Александр Степанович
Александр Степанович Осипенко (19 мая (1 июня) 1910, местечко Турсево-Кула, Великое княжество Финляндское, Российская империя — 22 июля 1991, Москва, СССР) — советский лётчик истребительной авиации и военный деятель, генерал-лейтенант (1943); Герой Советского Союза (22 февраля 1939 года).
Депутат Верховного Совета СССР 1-го и 2-го созывов (1941—1950).

## Биография
Александр Степанович Осипенко родился 19 мая (1 июня) 1910 в местечке Турсево-Кула Великого княжества Финляндского.

## Военная служба

### Довоенное время
В июне 1929 года Осипенко вступил в РККА. В 1930 году окончил Ленинградскую военно-теоретическую школу ВВС, в 1932-м — 2-ю Борисоглебскую авиационную школу лётчиков. С марта 1932 года служил в 95-й истребительной авиационной эскадрилье Белорусского военного округа: младший лётчик, старший лётчик, командир звена, командир авиаотряда. С июня 1936 года — командир 19-й авиаэскадрильи в том же округе, с сентября 1937 года — командир 65-й авиаэскадрильи.
В 1936 году за успехи в боевой, политической и технической подготовке был награждён орденом «Знак Почёта».
В 1934 году Осипенко женился на своей сослуживице Полине Говяз, взявшей его фамилию только в 1936 году. В 1937—1938 годах старший лейтенант Полина Осипенко принимала участие в нескольких дальних беспосадочных перелётах и установила пять женских мировых авиационных рекордов.
С января по июнь 1938 года Александр Осипенко участвовал в боях гражданской войны в Испании в должности командира истребительной авиагруппы в составе 1-й истребительной эскадрильи и командира эскадрильи на биплане И-15. За 8 месяцев своей «спецкомандировки» старший лейтенант А. С. Осипенко совершил большое количество боевых вылетов и добился больших результатов. Данные о количестве одержанных им воздушных побед весьма противоречивы. Так, в ряде публикаций утверждается, что он совершил в Испании 360 боевых вылетов (что стало рекордом среди советских лётчиков), в 50 воздушных боях уничтожил 17 вражеских самолётов лично и 34 — в группе с товарищами. Однако по другим источникам, Осипенко в Испании имеет 96 часов боевого налёта (что соответствует примерно 100 боевым вылетам) и провёл 30 воздушных боёв, а количество сбитых им самолётов неизвестно, так как он не подсчитывал; но в целом его эскадрилья сбила 26 самолётов (что меньше указанных выше воздушных побед только одного А. С. Осипенко).
В сентябре 1938 года был назначен на должность помощника командира 69-й истребительной авиационной бригады, а в ноябре 1938 года — на должность заместителя командующего ВВС Московского военного округа.
Указом Президиума Верховного Совета СССР от 22 февраля 1939 года за мужество и героизм, проявленные в боях, полковнику Александру Степановичу Осипенко присвоено звание Героя Советского Союза с вручением ордена Ленина. 17 ноября 1939 года ему была вручена медаль «Золотая Звезда» (№ 123). По возвращении из Испании и встречи с К. Е. Ворошиловым произведён из старших лейтенантов сразу в полковники (минуя 3 воинских звания!).
В 1939 году окончил курсы усовершенствования командного состава при Академии Генерального штаба РККА.
В сентябре 1939 года, находясь на должности командующего ВВС 10-й армии, принял участие в походе РККА в Западную Белоруссию.
В феврале 1940 года был назначен на должность командующего ВВС 14-й армии, дислоцированной в Карелии, а в августе 1940 года — на должность командира 20-й смешанной авиационной дивизии (Одесский военный округ).
Летчики неприязненно относились к комдиву. Сделав карьеру за счет своей жены, знаменитой летчицы Полины Осипенко, он старался показать, что продвижение заслужил только своими личными качествами. Презрительное отношение к людям, грубость отталкивали от него личный состав авиачастей.

### Великая Отечественная война
Участник Великой Отечественной войны с первого до последнего дня. В июне 1941 — марте 1942 — командир 20-й смешанной авиационной дивизии (Южный фронт). С началом Великой Отечественной войны дивизия под командованием Осипенко вела боевые действия в составе войск Южного фронта и принимала участие в ходе обороны Бессарабии и Молдавии, Тираспольско-Мелитопольской, Донбасско-Ростовской оборонительной и Ростовской наступательной операциях, в том числе в освобождении Ростова-на-Дону.
В апреле 1942 года был назначен на должность заместителя командующего войсками ПВО по истребительной авиации. С мая 1942 года — командующий истребительной авиацией ПВО территории страны — заместитель командующего Войсками ПВО территории страны по истребительной авиации. Истребительная авиация ПВО под его командованием сбила 1351 самолёт противника, за что А. С. Осипенко был награждён орденом Красного Знамени.
В сентябре 1943 года был назначен на должность командира 8-го истребительного авиационного корпуса 16-й воздушной армии, который принимал участие в Белорусской наступательной операции. За отличие при освобождении Бобруйска корпусу было присвоено почётное наименование «Бобруйский». В сентябре 1944 года корпус был выведен в резерв Ставки ВГК, и в ноябре был включён в состав 4-й воздушной армии, после чего принимал участие в ходе Восточно-Прусской, Восточно-Померанской и Берлинской наступательных операциях, в том числе в освобождении городов Гдыня, Данциг, Штеттин, Свинемюнде, Росток и других.

### Послевоенная карьера

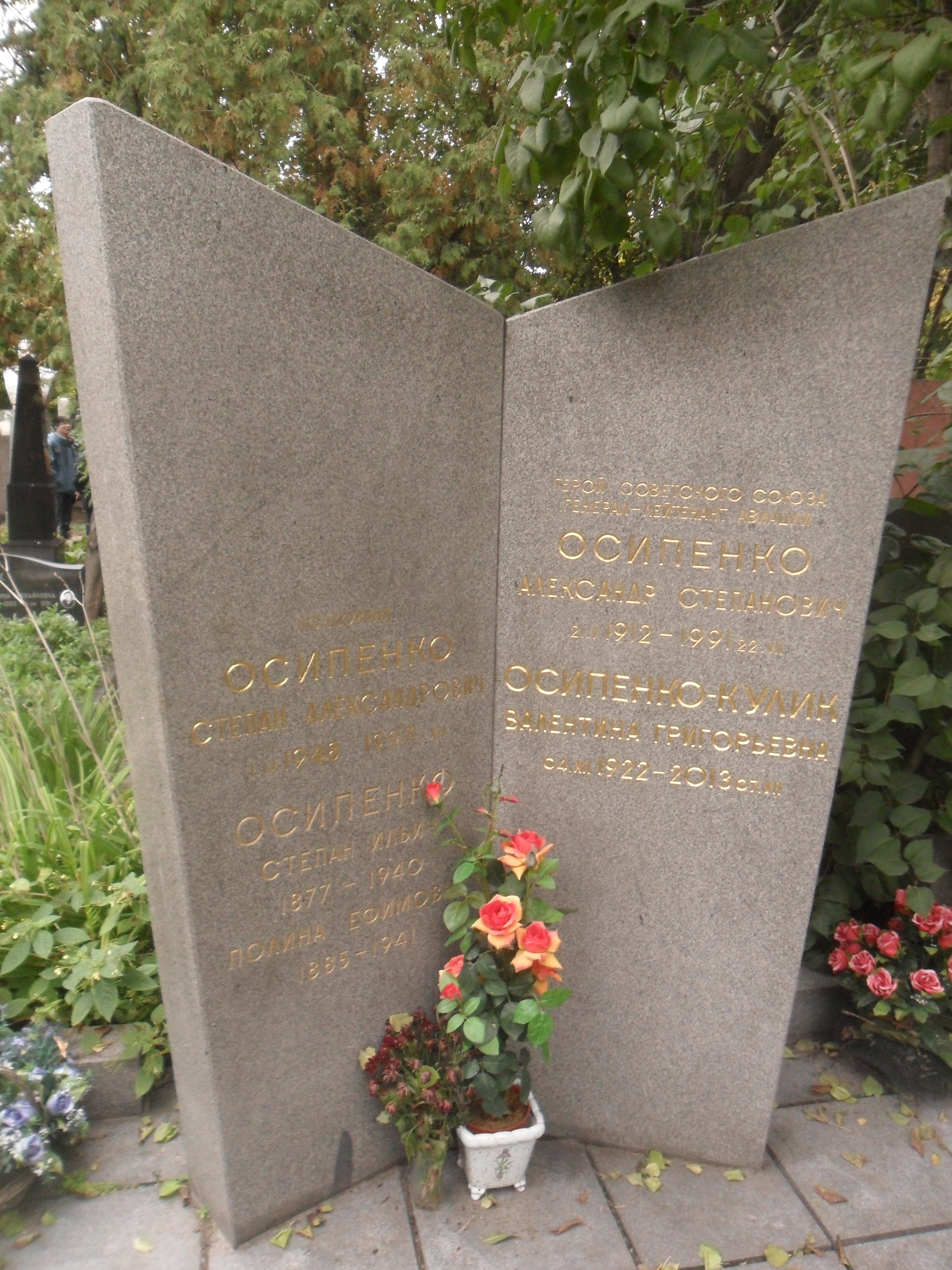
Могила Осипенко на Новодевичьем кладбище Москвы

После окончания войны Осипенко продолжил командовать корпусом.
В сентябре 1945 года был назначен на должность командующего 7-й воздушной армией (Бакинский военный округ), а в августе 1946 года — на должность командующего 11-й воздушной армией (Закавказский военный округ).
В марте 1947 года был направлен на учёбу на авиационный факультет Высшей военной академии имени К. Е. Ворошилова, после окончания которого в январе 1949 года — был назначен на должность помощника командующего 17-й воздушной армией по строевой части, в июне того же года — на должность командующего ВВС Горьковского военного округа, а в июле 1953 года — на должность заместителя командующего 22-й воздушной армией по ПВО.
Генерал-лейтенант А. С. Осипенко в мае 1954 года уволен в запас. С 1962 по 1965 годы работал проректором Московского авиационного института, с 1969 по 1972 годы — на должности начальника Главного управления снабжения Министерства высшего и среднего образования СССР, а с 1972 по 1983 годы — на должности заместителя Президента Академии педагогических наук СССР.
В 1980-е годы работал на общественных началах в Советском комитете ветеранов войны по международной линии. Выезжал в Испанию к бывшим лётчикам — республиканцам.
Умер 22 июля 1991 года в Москве. Похоронен на Новодевичьем кладбище.

## Воинские звания
- Старший лейтенант (1936);
- полковник (20.07.1938);
- генерал-майор авиации (4.06.1940)[4];
- генерал-лейтенант авиации (14.02.1943).

## Награды
- Медаль «Золотая Звезда» Героя Советского Союза (22.02.1939);
- орден Ленина (22.02.1939);
- три ордена Красного Знамени (14.11.1938; 14.02.1943; 15.11.1950);
- орден Кутузова 1-й (29.05.1945) и 2-й (10.04.1945) степеней;
- орден Суворова 2-й степени (23.07.1944);
- орден Отечественной войны 1-й степени (11.03.1985);
- орден Трудового Красного Знамени (9.09.1971);
- орден Красной Звезды (3.11.1944);
- орден «Знак Почёта» (25.05.1936);
- медали СССР;
- Орден «Крест Грюнвальда» 3-й степени (Польша);
- Медаль «За Одру, Нису и Балтику» (Польша).

## Почётные звания
- Почётный гражданин города Бобруйска (1985[5]; Могилёвская область, Белоруссия).

## Семья
- первая жена — летчица, Герой Советского Союза Полина Денисовна Осипенко (1907—1939).
  - сын Павел Александрович (1938—1984)
- вторая жена — Валентина Григорьевна Осипенко-Кулик (1922—2013), дочь Маршала Советского Союза Г. И. Кулика.
  - сыновья Степан Осипенко (1948—1997), Александр Осипенко (давал интервью в фильме про маршала Кулика)[6].